# Armida (Mysliveček)
Armida je italská opera ve třech dějstvích českého skladatele Josefa Myslivečka na libreto italského básníka Gianambrogia Migliavaccy, založené na starším francouzském libretu Philippa Quinaulta pro stejnojmennou operu Jeana-Baptista Lullyho. Je to jedna z mnoha oper, jejichž děj se odehrává v době křížových výprav a zakládá se na postavách a epizodách z eposu Torquata Tassa Osvobozený Jeruzalém. Tato opera (a všechny ostatní Myslivečkovy opery) náleží k žánru vážné opery nazývanému v italštině opera seria.

## Vznik a historie díla
Značná část literatury tradičně uvádí jako první provedení Myslivečkovy Armidy 15. srpen 1778 v Teatro Pubblico v Lucce (milánská Armida by pak byla přepracováním luccké verze), dobové doklady však autora této opery neuvádějí. Spolehlivě se o Myslivečkovu Armidu jedná až u inscenace v milánském divadle Teatro alla Scala, která měla premiéru dne 26. prosince 1779 k otevření karnevalové sezóny 1780 a stala se tak jednou z prvních oper uvedených v tomto divadle. Bylo totiž nově postaveno po požáru původního Teatro Ducale roku 1776 a provoz v něm 3. srpna 1778 zahájila Salieriho opera Europa riconosciuta. Myslivečkova opera byla věnována arcivévodovi Ferdinandovi a jeho manželce Marii Beatrici d'Este.
Myslivečkova milánská Armida výpravou a náročností nastudování předstihla většinu jeho předchozích oper. V obsazení měli přední místo slavná sopranistka Caterina Gabrielliová, Myslivečkova dávná známá, jako Armida, kastrát Luigi Marchesi, rovněž častý Myslivečkův profesní společník, jako Rinaldo a v trojroli Idraota, Odia a dánského šlechtice vystoupil známý mozartovský pěvec, tenorista Valentin Adamberger, který byl později prvním Belmontem v Mozartově Únosu ze serailu. V pěti sborových scénách vystupovalo jedenadvacet sboristů, sborová čísla doprovázel i balet, v řadě scén účinkoval hojný kompars, rovněž orchestr byl obsazen na svou dobu velmi početně. Scénografy byli bratři Riccardiové, strojním technikem Paolo Grassi, kostýmy vytvořili Francesco Motta a Giovanni Mazza. Oproti zvyku neřídil orchestr od cembala Mysliveček sám, zřejmě pro svou nemoc; zastoupil jej v této funkci maestro Giovanni Battista Lampugnani, sám skladatel četných oper.
Přesto tato inscenace skončila neúspěchem, patrně nejničivějším za Myslivečkovy kariéry. Soudobé zprávy přičítaly část viny Gabrielliové, především však nepřesvědčila Myslivečkova hudba a při reprízách byla řada árií nahrazena áriemi jiných skladatelů, Giuseppa Sartiho a Francesca Bianchiho, kterým obecenstvo okázale aplaudovalo. Jednou z takto postižených árií byla původně Rinaldova árie "Il caro mio bene", kterou Wolfgang Amadeus Mozart obdivoval natolik, že ji aranžoval pro hlas a klavír s novým textem "Ridente la calma," KV 152 (210a). V této podobě se stala jedním z nejčastěji provozovaných Mozartových vokálních děl.

## Osoby a první obsazení
| Osoba | Hlasový obor     | Premiéra (26. prosince 1779) |
| --- | ---------------- | ---------------------------- |
| Armida, čarodějka, princezna a dědička Syrského království                                                 | soprán           | Caterina Gabrielli           |
| Rinaldo, nejproslulejší z rytířů Godefroye z Bouillonu                                                     | soprán (kastrát) | Luigi Marchesi               |
| Fenicia, důvěrnice Armidy; a Lucinda                                                                       | soprán           | Caterina Lorenzini           |
| Sidonia, důvěrnice Armidy; a Melissa                                                                       | alt              | Rosa Franchi                 |
| Idraote, čaroděj, strýc Armidy a král Damašku; Odio; a dánský šlechtic, společník Ubalda                   | tenor            | Valentin Adamberger          |
| Aronte, dozorce nad Armidinými vězni; Artemidoro, jeden z Armidiných vězňů; a Ubaldo, vyslanec k Rinaldovi | soprán (kastrát) | Gaetano Quistapace           |